# Dichilanthe borneensis
Dichilanthe borneensis är en måreväxtart som beskrevs av Henri Ernest Baillon. Dichilanthe borneensis ingår i släktet Dichilanthe och familjen måreväxter. Inga underarter finns listade i Catalogue of Life.